# Tom Nekljudow
Tom Nekljudow (* 27. August 1960) ist ein finnischer Jazzschlagzeuger.

## Leben und Wirken
Nekljudow interessierte sich bereits im Kindergarten für rhythmisch orientierte Musik aus Afrika und der Karibik. Neunjährig begann er Klavier zu spielen, bevor er zum Schlagzeug wechselte. Seitdem er 15 Jahre alt war, wendete er sich dem Jazz zu. Ende der 1970er Jahre wurde er als Schlagzeuger der Ethnojazz-Gruppe Piirpauke des Saxophonisten Sakari Kukko bekannt, der er bis 1984 angehörte und mit der er auch international auf Tournee war.
Seit 1983 nahm Nekljudow Unterricht bei Edward Vesala. Zur gleichen Zeit arbeitete er mit dem Antti Hytti Quartet und Raoul Björkenheims Gruppe Roommushklahn, aus der 1997 die Jazz-, Improvisations- und Worldmusic-Gruppe Otná Eahket hervorging.
Seine Kenntnisse indischer und afrokubanischer Musik brachte Nekljudow in die Arbeit des großformatigen Ensembles Suhkan Uhka ein, das um 2000 aus der Erweiterung der Gruppe Otná Eahket entstand. Daneben trat er mit dem Juhani Aaltonen Trio, dem er neben Uffe Krokfors angehört, auf und nahm mit ihm zwei Alben (Mother Tongue, 2003 und Illusion of Ballad, 2006) auf. Er war auch Mitglied von Jorma Tapios Rolling Thunder und ist auch auf Alben von Värttinä und des UMO Jazz Orchestra zu hören.

## Diskographische Hinweise
- Piirpauke Live in der Balver Höhle (1981)
- Piirpauke Live in Europe (1983)
- Hasse Walli & Afro-Line Dakar Nights (1984)
- Rolling Thunder Live in Japan (2002)
- Suhkan Uhka Suhka (2003)
- Iro Haarla - Ulf Krokfors Loco Motife Penguin Beguine (2005)